# Futbol'nyj Klub Dinamo Moskva 2018-2019
Questa voce raccoglie le informazioni riguardanti il Futbol'nyj Klub Dinamo Mosca nelle competizioni ufficiali della stagione 2018-2019. 

## Stagione
Appena tornata in Prem'er-Liga, la Dinamo Mosca concluse il campionato al dodicesimo posto.

## Maglie
| Manica sinistra · Maglietta · Maglietta · Manica destra · Pantaloncini · Pantaloncini · Calzettoni · Calzettoni | Manica sinistra · Maglietta · Maglietta · Manica destra · Pantaloncini · Pantaloncini · Calzettoni · Calzettoni |

## Rosa
| N. |                       | Ruolo | Calciatore       |
| -- | --------------------- | ----- | ---------------- |
| 1  | Russia (bandiera)     | P     | Anton Šunin      |
| 2  | Russia (bandiera)     | D     | Grigorij Morozov |
| 3  | Svezia (bandiera)     | D     | Sebastian Holmén |
| 4  | Russia (bandiera)     | D     | Vladimir Rykov   |
| 5  | Ghana (bandiera)      | C     | Abdul Tetteh     |
| 7  | Russia (bandiera)     | A     | Evgenij Markov   |
| 8  | Russia (bandiera)     | A     | Kirill Pančenko  |
| 9  | Portogallo (bandiera) | C     | Miguel Cardoso   |
| 10 | Lituania (bandiera)   | C     | Fiodor Černych   |
| 11 | Russia (bandiera)     | C     | Ivan Temnikov    |
| 16 | Russia (bandiera)     | P     | Ivan Zirikov     |
| 17 | Russia (bandiera)     | C     | Anton Terechov   |

| N. |                                 | Ruolo | Calciatore         |
| -- | ------------------------------- | ----- | ------------------ |
| 19 | Russia (bandiera)               | C     | Vladimir Moskvičëv |
| 20 | Russia (bandiera)               | C     | Vjačeslav Grulëv   |
| 22 | Russia (bandiera)               | C     | Joãozinho          |
| 23 | Russia (bandiera)               | C     | Anton Sosnin       |
| 24 | Russia (bandiera)               | D     | Roman Evgen'ev     |
| 25 | Russia (bandiera)               | D     | Aleksej Kozlov     |
| 27 | Mali (bandiera)                 | C     | Samba Sow          |
| 31 | Russia (bandiera)               | P     | Igor' Leščuk       |
| 34 | Russia (bandiera)               | C     | Konstantin Rausch  |
| 44 | Bosnia ed Erzegovina (bandiera) | D     | Toni Šunjić        |
| 48 | Russia (bandiera)               | A     | Evgenij Lucenko    |
| 78 | Russia (bandiera)               | C     | Danil Lipovoj      |

## Risultati

### Campionato
| Tula 29 luglio 2018, ore 16:30 1ª giornata | Arsenal Tula | 0 – 0 referto | Dinamo Mosca | Stadio Arsenal (15 646 spett.) |

| Chimki 3 agosto 2018, ore 19:30 2ª giornata | Dinamo Mosca | 1 – 1 referto | Rubin | Arena Chimki (5 841 spett.) |

| Ekaterinburg 10 agosto 2018, ore 17:30 3ª giornata | Ural | 1 – 1 referto | Dinamo Mosca | Stadio Centrale (16 271 spett.) |

| Chimki 20 agosto 2018, ore 19:30 4ª giornata | Dinamo Mosca | 3 – 0 referto | Ufa | Arena Chimki (6 125 spett.) |

| Mosca 25 agosto 2018, ore 19:00 5ª giornata | Spartak Mosca | 2 – 1 referto | Dinamo Mosca | Otkrytie Arena (43 139 spett.) |

| Chimki 2 settembre 2018, ore 16:30 6ª giornata | Dinamo Mosca | 2 – 0 referto | Orenburg | Arena Chimki (6 909 spett.) |

| Mosca 14 settembre 2018, ore 19:30 7ª giornata | Lokomotiv Mosca | 1 – 1 referto | Dinamo Mosca | RŽD Arena (17 023 spett.) |

| Chimki 22 settembre 2018, ore 14:00 8ª giornata | Dinamo Mosca | 0 – 1 referto | Anži | Arena Chimki (6 472 spett.) |

| Krasnodar 30 settembre 2018, ore 16:30 9ª giornata | Krasnodar | 3 – 0 referto | Dinamo Mosca | Stadio FK Krasnodar (30 124 spett.) |

| Samara 6 ottobre 2018, ore 14:00 10ª giornata | Kryl'ja Sovetov Samara | 1 – 0 referto | Dinamo Mosca | Samara Arena (14 528 spett.) |

| Chimki 21 ottobre 2018, ore 14:00 11ª giornata | Dinamo Mosca | 1 – 0 referto | Zenit San Pietroburgo | Arena Chimki (12 734 spett.) |

| Groznyj 28 ottobre 2018, ore 16:30 12ª giornata | Achmat Groznyj | 0 – 0 referto | Dinamo Mosca | Stadion imeni Achmat-Chadži Kadyrova (9 324 spett.) |

| Chimki 3 novembre 2018, ore 16:30 13ª giornata | Dinamo Mosca | 0 – 0 referto | CSKA Mosca | Arena Chimki (12 093 spett.) |

| Rostov sul Don 10 novembre 2018, ore 19:00 14ª giornata | Rostov | 0 – 0 referto | Dinamo Mosca | Rostov Arena (27 437 spett.) |

| Chimki 24 novembre 2018, ore 14:00 15ª giornata | Dinamo Mosca | 1 – 2 referto | Enisej | Arena Chimki (4 133 spett.) |

| Kazan' 30 novembre 2018, ore 19:30 16ª giornata | Rubin | 1 – 1 referto | Dinamo Mosca | Kazan Arena (3 282 spett.) |

| Chimki 9 dicembre 2018, ore 14:00 17ª giornata | Dinamo Mosca | 4 – 0 referto | Ural | Arena Chimki (4 825 spett.) |

| Ufa 3 marzo 2019, ore 11:30 18ª giornata | Ufa | 1 – 2 referto | Dinamo Mosca | Stadio Neftjanik (10 926 spett.) |

| Chimki 10 marzo 2019, ore 19:00 19ª giornata | Dinamo Mosca | 0 – 1 referto | Spartak Mosca | Arena Chimki (14 674 spett.) |

| Orenburg 16 marzo 2019, ore 11:30 20ª giornata | Orenburg | 1 – 0 referto | Dinamo Mosca | Stadio Gazovik (3 531 spett.) |

| Chimki 30 marzo 2019, ore 14:00 21ª giornata | Dinamo Mosca | 0 – 1 referto | Lokomotiv Mosca | Arena Chimki (8 106 spett.) |

| Kaspijsk 6 aprile 2019, ore 14:00 22ª giornata | Anži | 1 – 1 referto | Dinamo Mosca | Anži-Arena (2 575 spett.) |

| Chimki 14 aprile 2019, ore 14:00 23ª giornata | Dinamo Mosca | 1 – 1 referto | Krasnodar | Arena Chimki (5 873 spett.) |

| Chimki 20 aprile 2019, ore 16:30 24ª giornata | Dinamo Mosca | 1 – 0 referto | Kryl'ja Sovetov Samara | Arena Chimki (5 352 spett.) |

| San Pietroburgo 24 aprile 2019, ore 21:00 25ª giornata | Zenit San Pietroburgo | 2 – 0 referto | Dinamo Mosca | Stadio San Pietroburgo (42 406 spett.) |

| Chimki 27 aprile 2019, ore 19:00 26ª giornata | Dinamo Mosca | 0 – 0 referto | Achmat Groznyj | Arena Chimki (4 712 spett.) |

| Mosca 5 maggio 2019, ore 16:30 27ª giornata | CSKA Mosca | 2 – 2 referto | Dinamo Mosca | Arena CSKA (24 482 spett.) |

| Chimki 10 maggio 2019, ore 14:00 28ª giornata | Dinamo Mosca | 0 – 0 referto | Rostov | Arena Chimki (5 497 spett.) |

| Krasnojarsk 19 maggio 2019, ore 14:00 29ª giornata | Enisej | 2 – 2 referto | Dinamo Mosca | Stadio Centrale (7 658 spett.) |

| Mosca 26 maggio 2019, ore 14:00 30ª giornata | Dinamo Mosca | 3 – 3 referto | Arsenal Tula | Otkrytie Arena (23 340 spett.) |

### Coppa di Russia
| Mosca 26 settembre 2018, ore 20:15 Sedicesimi di finale | Torpedo Mosca | 0 – 1 referto | Dinamo Mosca | Stadio Torpedo (4 096 spett.) |

| Kazan' 25 ottobre 2018, ore 19:00 Ottavi di finale | Rubin | 1 – 0 referto | Dinamo Mosca | Kazan Arena (4 112 spett.) |